# گریگور گورزادیان
گریگور آرامی گورزادیان (ارمنی: Գրիգոր Արամի Գուրզադյան؛ زاده ۱۵ اکتبر ۱۹۲۲ - درگذشته ۲۲ فوریه ۲۰۱۴) یک فیزیک‌دان، ستاره‌شناس و استاد دانشگاه اهل ارمنستان بود.

## زندگی‌نامه
وی در ۱۵ اکتبر ۱۹۲۲ در بغداد به دنیا آمد و از  دانشگاه ملی پلی‌تکنیک ارمنستان (۱۹۴۴) فارغ‌التحصیل گشت. واهه گورزادیان پسر وی می‌باشد. وی عضو فرهنگستان ملی علوم ارمنستان بود.  وی برنده جوایزی همچون نشان مسروپ ماشتوتس، دانشمند شایسته ارمنستان شوروی و نشان برجسته افتخار شد.گریگور گورزادیان در ۲۲ فوریهٔ ۲۰۱۴ در سن ۹۱ سالگی در ایروان درگذشت.

## نگارخانه

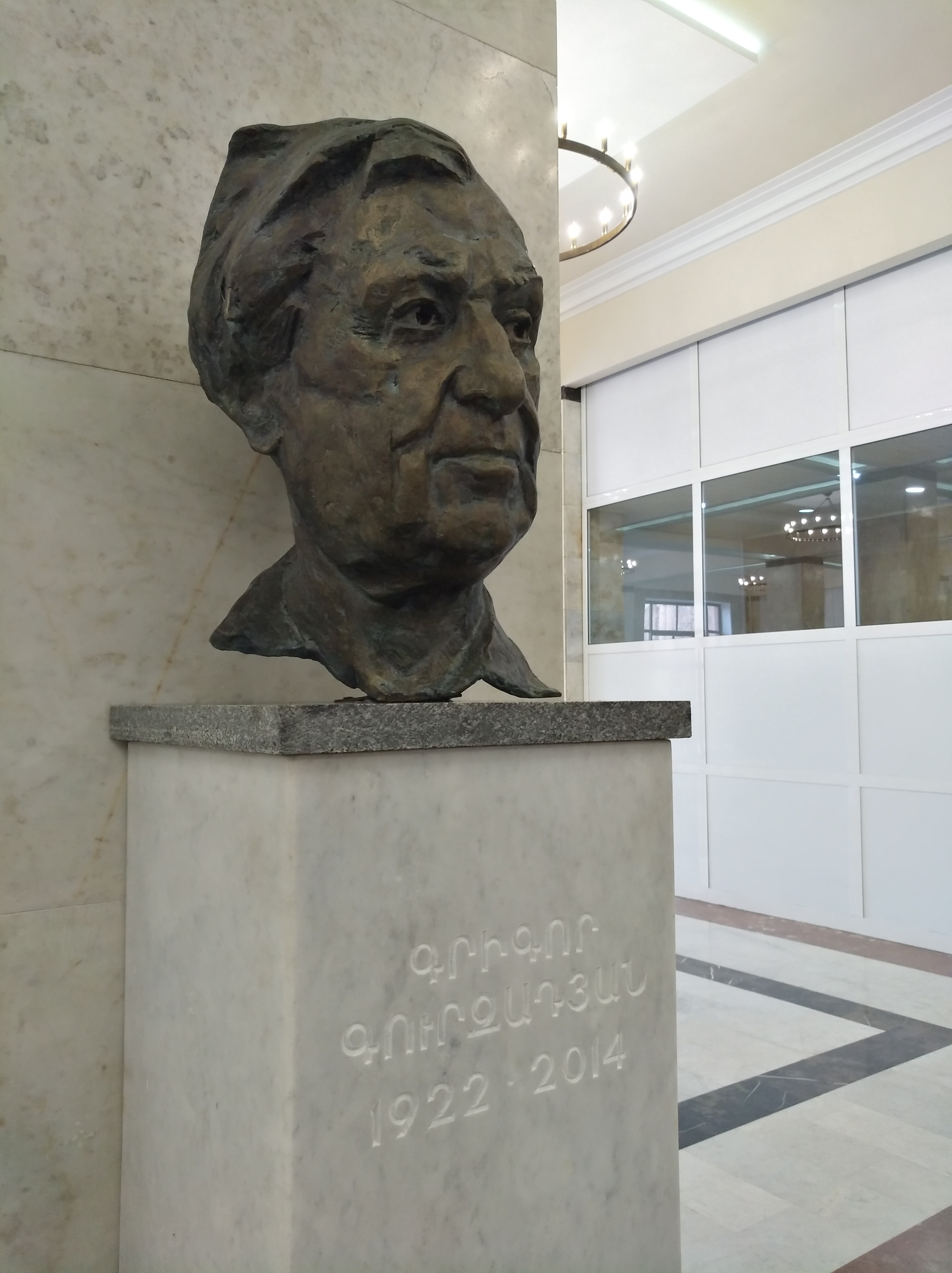
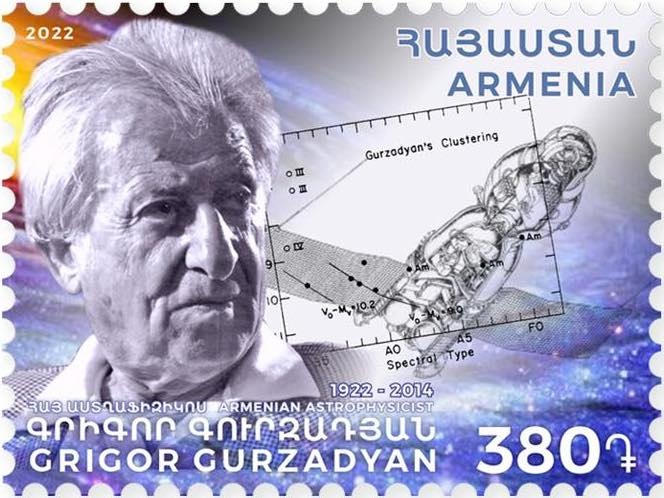
تصویر گریگور گورزادیان بر روی تمبر ۲۰۲۲ ارمنستان